# Melody Road
Melody Road es un álbum de estudio del cantautor estadounidense Neil Diamond, publicado el 21 de octubre de 2014. Tras muchos años de asociación con Columbia Records, el artista firmó un contrato con Capitol para el lanzamiento de este disco. 

## Lista de canciones
1. "Melody Road" - 3:12
2. "First Time" - 4:02
3. "Seongah and Jimmy" - 5:44
4. "Something Blue" - 4:03
5. "Nothing But a Heartache" - 4:33
6. "In Better Days" - 3:30
7. "(Ooo) Do I Wanna Be Yours" - 6:14
8. "Alone at the Ball" - 2:56
9. "Sunny Disposition" - 3:14
10. "Marry Me Now" - 3:35
11. "The Art of Love" - 4:07
12. "Melody Road (Reprise)" - 1:12